# Zippendorf
Zippendorf ist ein Stadtteil der mecklenburg-vorpommerschen Landeshauptstadt Schwerin mit 1120 Einwohnern (Stand: Sep. 2017) und einer Fläche von 147 Hektar.
Im 19. Jahrhundert entwickelte sich das attraktiv am Schweriner See gelegene Viertel zum Urlaubs- und Erholungsort. Seit der Wende 1990 verdoppelte sich die Einwohnerzahl. Der Badeort ist für den Schweriner Zoo, die Naturschutzstation, den Kletterwald, sein Strandbad sowie die Promenade mit repräsentativen Villen und Hotels in Kurarchitektur bekannt.

## Geografie

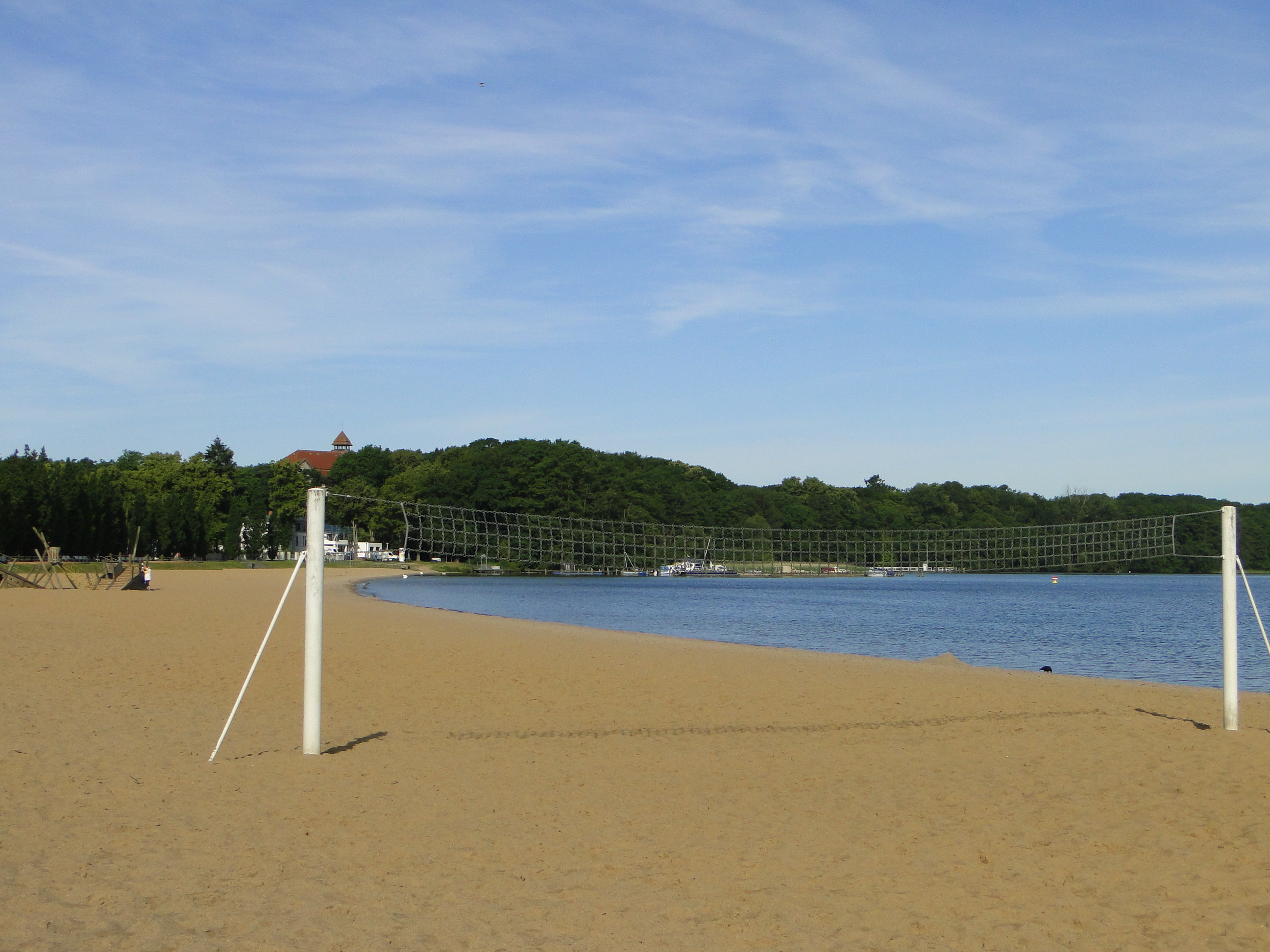
Zippendorfer Strand am Schweriner See

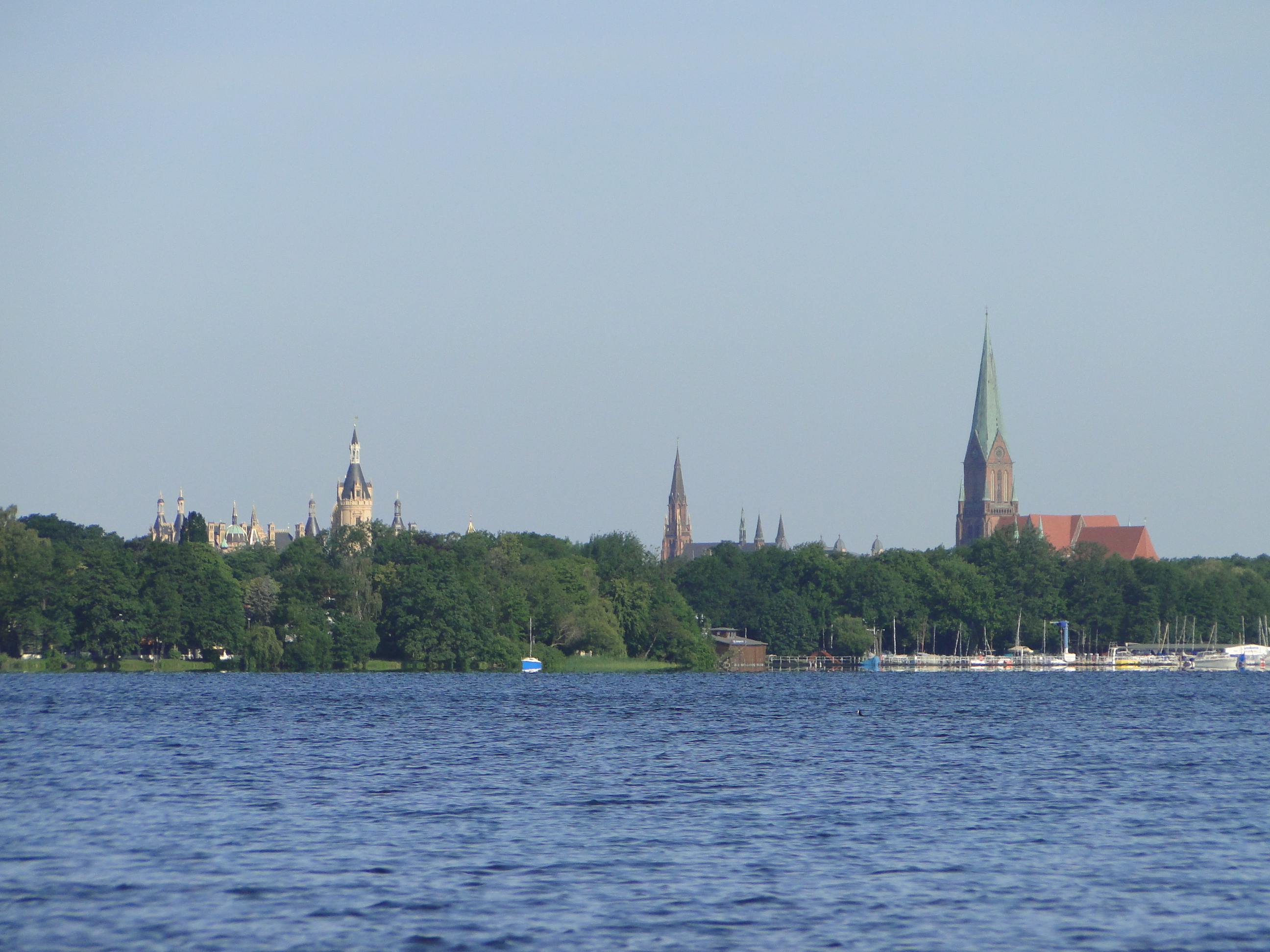
Blick vom Zippendorfer Strand auf die Silhouette Schwerins, mit Schweriner Schloss, Paulskirche und Dom.

Zippendorf liegt im Südosten von Schwerin, am Südufer des Schweriner Sees und grenzt im Osten an den Stadtteil Mueß, im Westen an den Stadtteil Ostorf, und im Süden an die Stadtteile Großer Dreesch, Neu Zippendorf und Mueßer Holz. Das als Innensee bezeichnete südliche Becken des Schweriner Sees bildet hier zwischen Ostorf und dem in den See hineinragenden Ziptehorn eine Bucht aus. Die Geländehöhen liegen bei 37,8 Meter am Seeufer bis über 70 Meter ü. NHN im Süden. Eine benannte Erhebung befindet sich mit dem 49 Meter hohen Hexenberg nahe dem am Ostende an den Stadtteil grenzenden Faulen See auf dem Gelände des Schweriner Zoos. Am Bornberg nahe dem Strand des Schweriner Sees befindet sich das historische Kurhaus Zippendorf. Kleinere Flächen im Osten, Westen und Süden Zippendorfs sind mit Laubwald bewachsen.

## Geschichte

### Dorf
Zippendorf wird 1282 als villa Zuppucendorp erwähnt. Der Name könnte sich aus dem altslawischen sopotŭ für Rauschen des Wassers herleiten oder mit dem serbischen Personennamen Čup, Čupić verwandt sein und Dorf der Čupić bedeuten.
Bereits 1282 schenkte Graf Helmold Zippendorf zusammen mit Göhren und Ostorf (ohne Ostorfer Hals) der Stadt Schwerin. Zippendorp war Kämmereidorf der Stadt. Die Gemarkung des Dorfes reichte in einer Karte von 1914 noch südlich bis beinahe Consrade heran, umfasste also auch Teilgebiete der heutigen Stadtteile Neu Zippendorf und Mueßer Holz.
Aufgrund der schlechten Bodenverhältnisse und des Wildfraßes auf den Feldern waren die Pachteinnahmen aus dem Kämmereigut Zippendorf gering. Zur Einnahmensteigerung wurde parallel zur Aufhebung der Leibeigenschaft die Feldmark auf Beschluss des Magistrats 1820 reguliert und verkoppelt. 1859 verkleinerte man die Hufen, wodurch das gewonnene Gebiet gesondert verpachtet werden konnte. 1877 wurden die restlichen sechs Bauernhöfe vererbpachtet. Bauernfamilien lebten bis zur touristischen Entwicklung Zippendorfs jahrhundertelang in ärmlichen Verhältnissen.

### Entwicklung zum Erholungsort

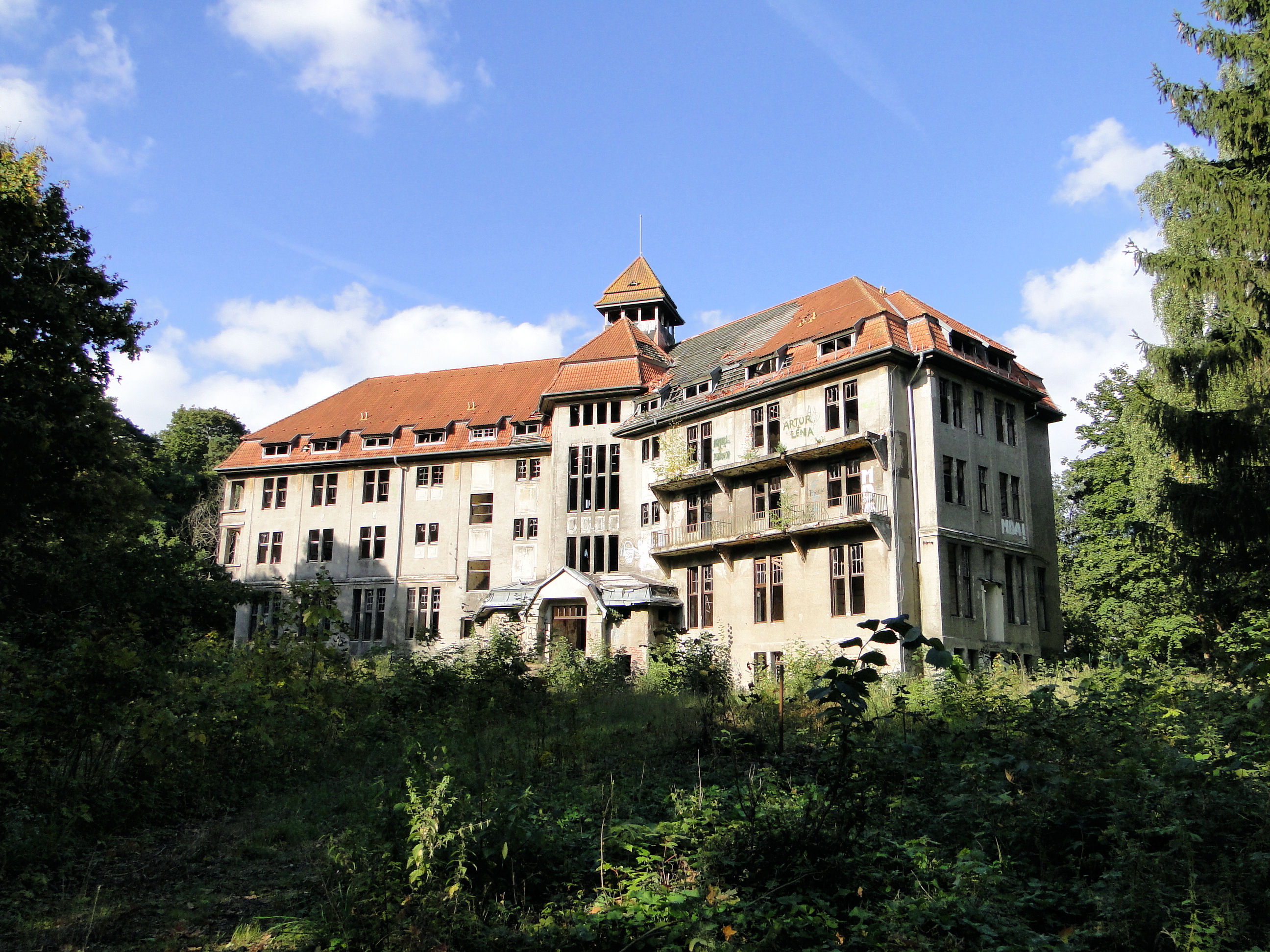
Zum Verkauf stehendes Kurhaus von 1910 (2010)

Bereits der herzogliche Hof erkannte die landschaftlich reizvolle Lage und so wurde 1775 für die Prinzessin Charlotta ein Spazierweg zwischen Zippendorf und Mueß angelegt, der für kurze Zeit durch einen Schlagbaum vor fremder Benutzung durch fürstliche Untertanen geschützt wurde. Im 19. Jahrhundert entwickelte sich Zippendorf zum Ausflugs- und Erholungsort der Schweriner aus allen gesellschaftlichen Schichten, auch einige wohlhabende Hamburger und Berliner verschlug es hierher. 1865 wurde ein Sommertheater eröffnet. Dies führte bis zum Konkurs des Hauses 1876 zu vermehrtem Besucherandrang, was auch zu Konflikten zwischen Viehtreibern und Besuchern führte. Potenziale für den Fremdenverkehr wurden bis zum Anfang des 20. Jahrhunderts nicht ausgereizt, da die touristische Infrastruktur auch durch Boykotts des Magistrats wenig entwickelt war. Engagierte Bürger, die sich 1909 zur Kurhaus GmbH zusammenschlossen, ließen bereits 1910 das Strandhotel mit 32 Betten an der Stelle einer ehemaligen und abgebrannten Gastwirtschaft und das Kurhaus mit 63 Betten errichten. Das Umfeld wurde jedoch zunächst nicht aufgewertet. Drei Erdwälle, die Dampfschiffen als Anlegeplatz dienten, behinderten den Wasseraustausch in der Seebucht, worunter die Wasserqualität litt und übler Geruch aufkam. Der Strand selbst diente den Einwohnern als Lagerplatz für Unrat und die Wanderwege wurden nicht gepflegt.

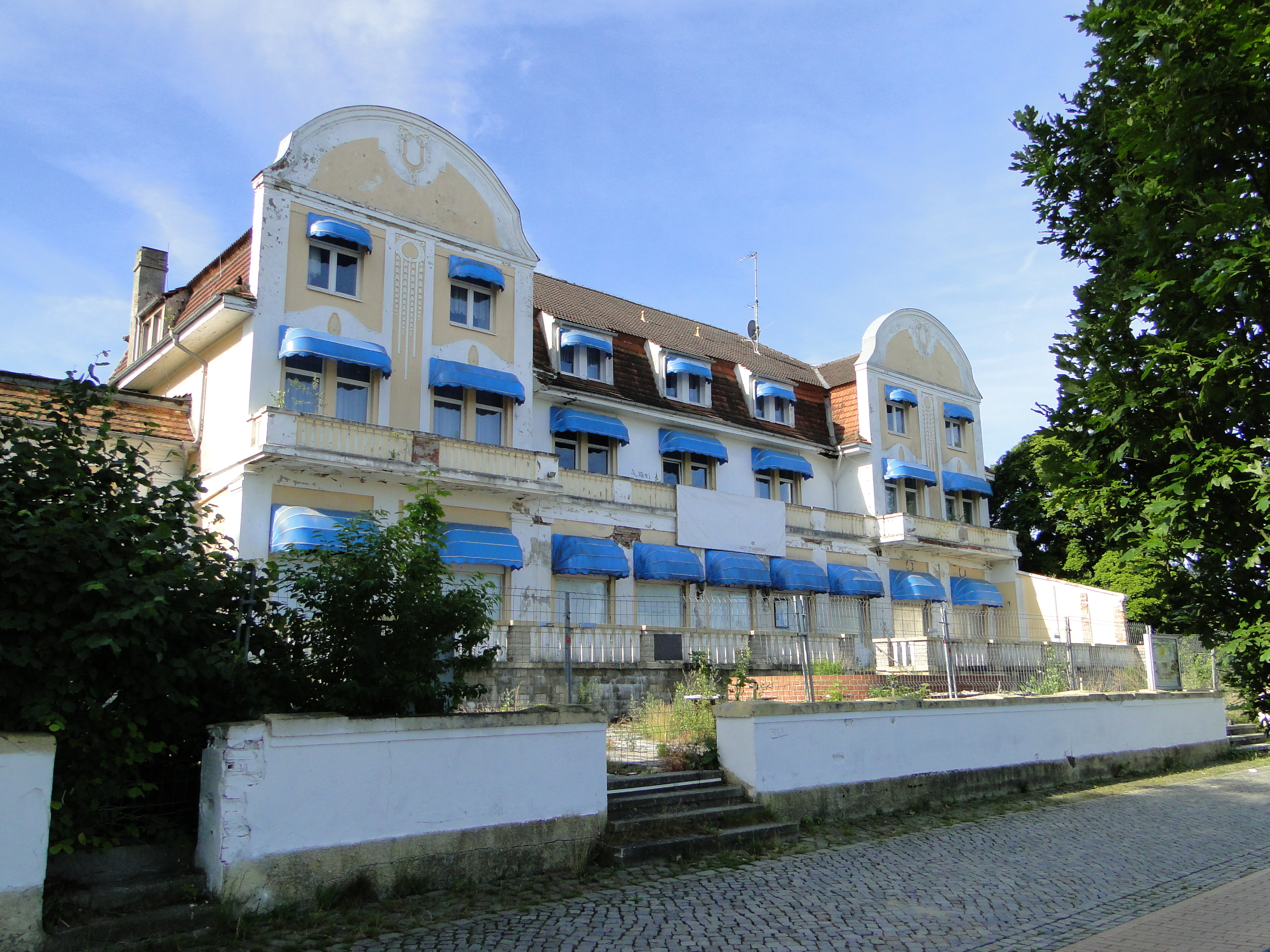
Ehemaliges Strandhotel Zippendorf (2012)

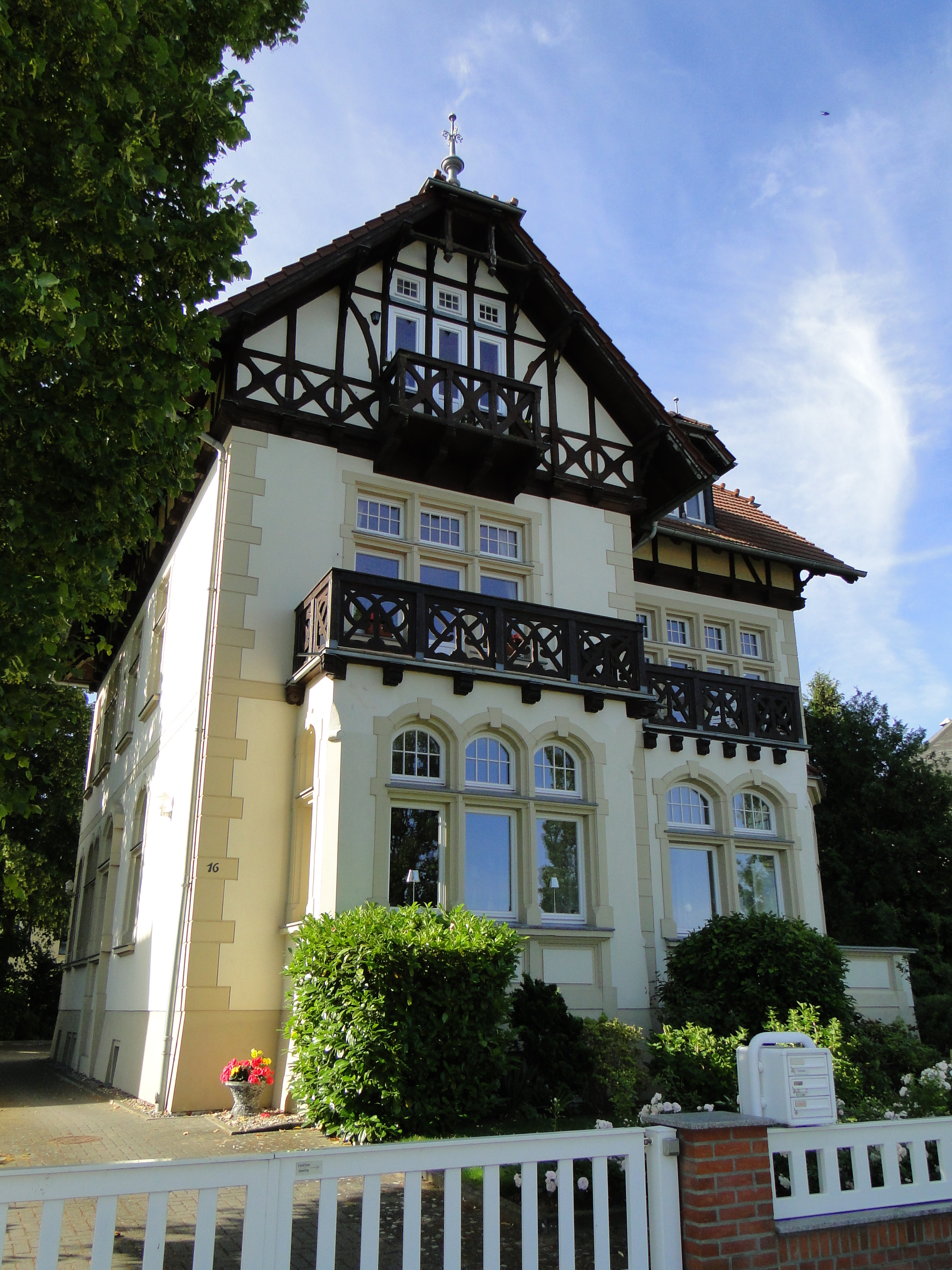
Typische Zippendorfer Villa an der Strandpromenade (2012)

Ende des 19. Jahrhunderts zog es verstärkt wohlhabendere Rentner, höhere Regierungsbeamte, Offiziere, Lehrer und Pastoren aus der Stadt, da diese ihnen mit den dominierenden Mietskasernen keine geeigneten Residenzen bieten konnte. So entstanden zuerst in Ostorf und dann auch in Zippendorf entlang des bisher vor allem als Viehtränke genutzten Sees repräsentative Landhäuser. Die Grundstückspreise stiegen stetig, und trotz der wirtschaftlichen Not der 1920er Jahre entstanden weiterhin zahlreiche Villen. Dabei wurde, wenn möglich, auch auf Baukostenzuschüsse verzichtet. So ein Eigenheim unterlag nicht den Beschränkungen durch Mieterschutzbestimmungen und es bestand angesichts der Wohnungsnot nicht die Gefahr der Zimmerbeschlagnahme durch das Wohnungsamt. Eine weitere attraktivitätssteigernde Maßnahme war die bis 1921 nach Zippendorf verlängerte Straßenbahnlinie. Mit steigenden Grundstückspreisen kam der planmäßige Ausbau Zippendorfs zum Erliegen und verlagerte sich auf andere Vororte. Unter anderem forderten die Bauern hier zehn Mark je m² für das Gebiet, welches sie für den Straßenbau abzutreten hatten.
Mit Ausbruch des Ersten Weltkrieges kam die touristische Entwicklung ins Stocken, Zimmer des Kurhauses wurden im Winter ans Artilleriedepot vermietet, die Pächter wechselten häufig und schließlich wurden beide Hotels 1919 mit Verlust verkauft.
Das bereits seit dem Mittelalter zu Schwerin gehörende Kämmereigut Zippendorf, das über keine kommunale Selbstständigkeit verfügt hatte, wurde am 19. März 1920 nach Schwerin eingemeindet. Zur Erreichung dieses Ziels wurden den Einwohnern der Ausbau des Dorfes als Badeort und das lebenslange Recht auf Hausschlachtungen zugesagt. Und tatsächlich wurden nach 1919 durch die Stadt vermehrt Mittel zum Ausbau Zippendorfs als Bade- und Repräsentationsort aufgewendet, gerade die Badeanstalt hatte bei den Hotelgästen jedoch weiterhin keinen guten Ruf. Der neue Betreiber des Kurhotels meldete 1931 wie die Vorbesitzer Konkurs an. 1937 verloren die letzten noch aktiven Bauern zur Erweiterung eines Truppenübungsplatzes einen Großteil ihres Ackerlandes. Seit 1945 diente das Strandhotel kurzzeitig als Hilfskrankenhaus für Geschlechtskrankheiten.

### DDR

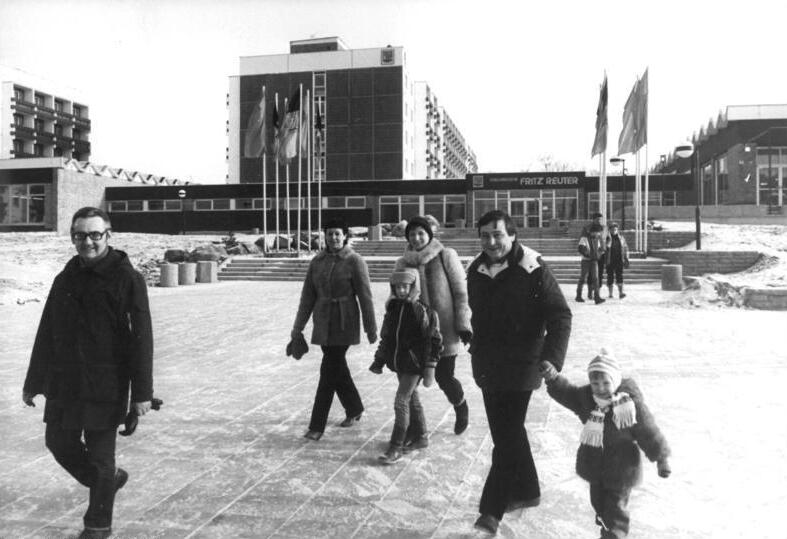
FDGB-Ferienheim Fritz Reuter (1985)

Nach dem Zweiten Weltkrieg wurde die Straßenbahnverbindung zum Seeufer in Zippendorf wieder aufgenommen und 1963 zweigleisig und mit einer Wendeschleife ausgebaut. Der Besucherandrang machte 1949 und 1965 Neuaufschüttungen des Strandes erforderlich. Durch die Errichtung des Plattenbaugebietes Großer Dreesch wurde der Badestrand 1982 erneut vergrößert, so dass jetzt bis zu 4000 Badegäste gleichzeitig Platz fanden. 1984 wurde die Ferieneinrichtung Fritz Reuter des FDGB mit 753 Betten und einer eigenen Schwimmhalle eröffnet. Sie wurde jährlich von 26.000 Erholungssuchenden genutzt. Nach der Wende wurde die Schwimmhalle abgerissen und die Gebäude zur Seniorenwohnanlage umgebaut. Die direkte Straßenbahnlinie bis an den Zippendorfer Strand wurde noch bis 1977 betrieben. Eine Sanierung erwies sich als zu kostspielig, außerdem existierte seit 1974 die leistungsfähigere, nicht auf Straßen verlaufende Verbindung zum Großen Dreesch mit der dortigen Wendeschleife Zentrum, dem heutigen Berliner Platz, von wo aus der Strand ebenfalls zu erreichen war.
Seit 1951 bis zur Verlagerung des Standortes innerhalb Schwerins 1994 hatte das Linda-Werk in Zippendorf seinen Standort. Das Kurhaus am Bornberg wurde seit 1956 als Wohnheim und Klubhaus des Sportclubs Traktor Schwerin genutzt.

### Seit 1990

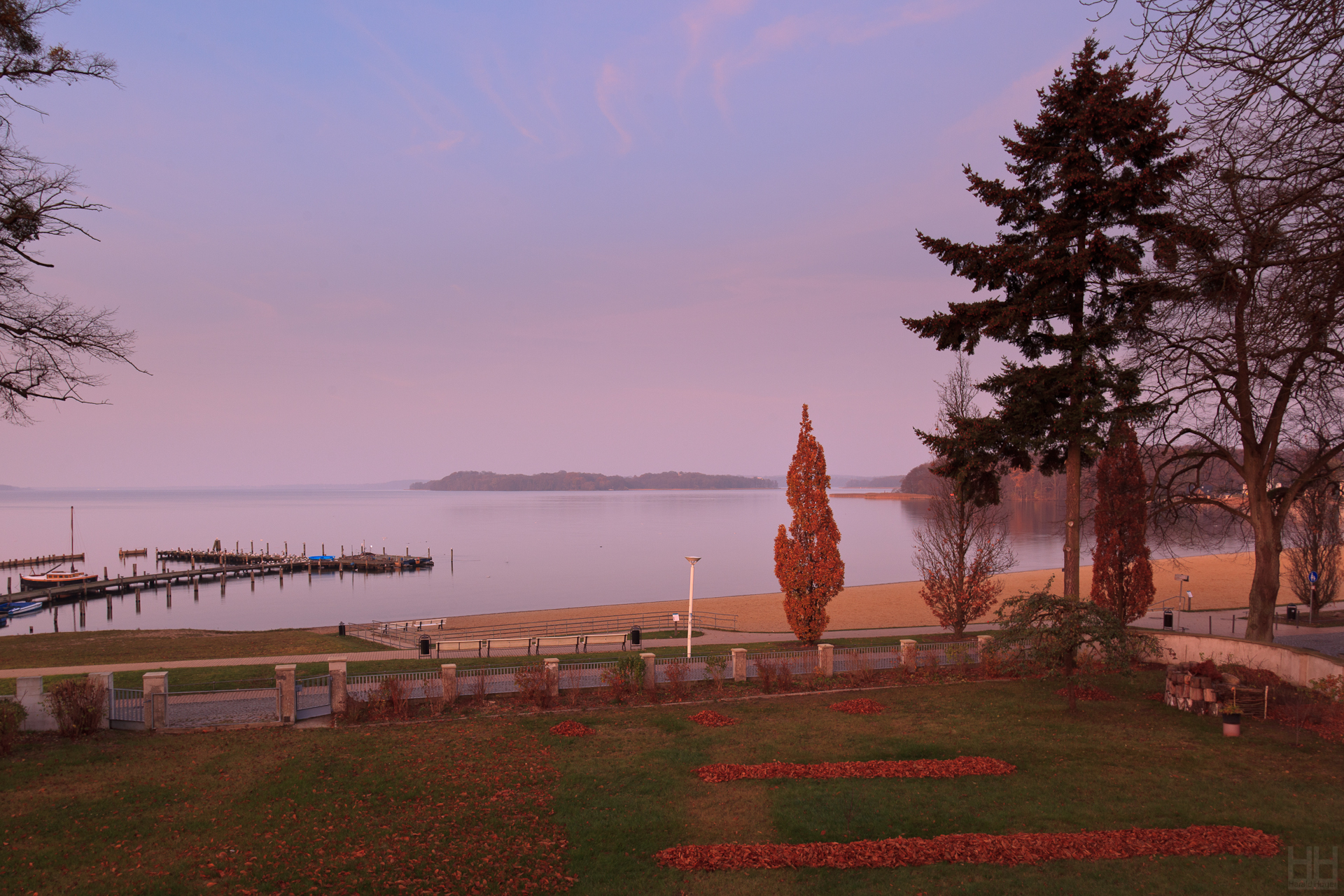
Sonnenuntergang an der Strandpromenade (2011)

Nach der Wende 1990 wurden viele der repräsentativen Villen in Zippendorf aufwändig saniert und Neubaugebiete erschlossen, die Einwohnerzahl des Stadtteils verdoppelte sich nahezu. Die einstigen touristischen Objekte wurden weiterhin überwiegend vernachlässigt.
Das historische Kurhaus nutzte seit 1984 das Schweriner Lederwaren-Kombinat als Wohn- und Internatsunterkunft, auch für ausländische Mitarbeiter. Ab 1990 übernahm die Treuhand das Gebäude, ließ dort das Dach neu eindecken und eine neue Heizungsanlage, in der Hoffnung, das Kurhaus gewinnbringend verkaufen zu können, einbauen. Doch während die Strandvillen nach und nach saniert werden konnten, wurde das Kurhaus Opfer von Vandalismus, nachdem der neue Besitzer, die Benno Wiese KG Berlin Konkurs angemeldet und die Commerzbank als Gläubigerbank den Wachdienst abgezogen hatte. Nach vielen Terminen zum Insolvenzverkauf am Amtsgericht Schwerin erwarb die Intercom Projektentwicklung GmbH Schwerin den historischen Bau, scheiterte aber mit seinen Vermarktungsversuchen. Ebenso erging es Anfang 2013 dem Bremer Projektentwickler Wolff, der das Gelände beräumen ließ und neben der Sanierung des Kurhauses zwei Neubauten plante, von denen eines in Wäldnähe nicht genehmigt wurde, so dass die Banken dieses Vorhaben für nicht mehr finanzierbar hielten. Seit Mai 2013 stand das Kurhaus wieder zum Verkauf.

#### Entwicklungskonzept
Konzepte der Stadt Schwerin sehen vor, den Charakter von Zippendorf und dem östlich benachbarten Stadtteil Mueß wieder stärker auf den Tourismus statt auf reine Wohnnutzung auszurichten. Dafür sind Verbesserungen der Infrastruktur für Spaziergänger, Fahrrad-, Auto- und Bootsfahrer angedacht. So sind für Zippendorf eine Seebrücke mit Brückengebäude und Gastronomie, ein Platz für Camper, ein Wasserwanderrastplatz und eine Marina angedacht. Auch die Insel Kaninchenwerder soll im Gesamtkonzept einbezogen werden, etwa für einen Wasserrundweg Zippendorf–Mueß–Kaninchenwerder. Privatinvestoren planten u. a. den Neubau von Wohnhäusern am Strandhotel im Stil der Bäderarchitektur und Ferienwohnungen an der Gaststätte „Zur Fähre“, wurden jedoch von der Stadt Schwerin lange Zeit blockiert.

## Naturschutzstation Zippendorf

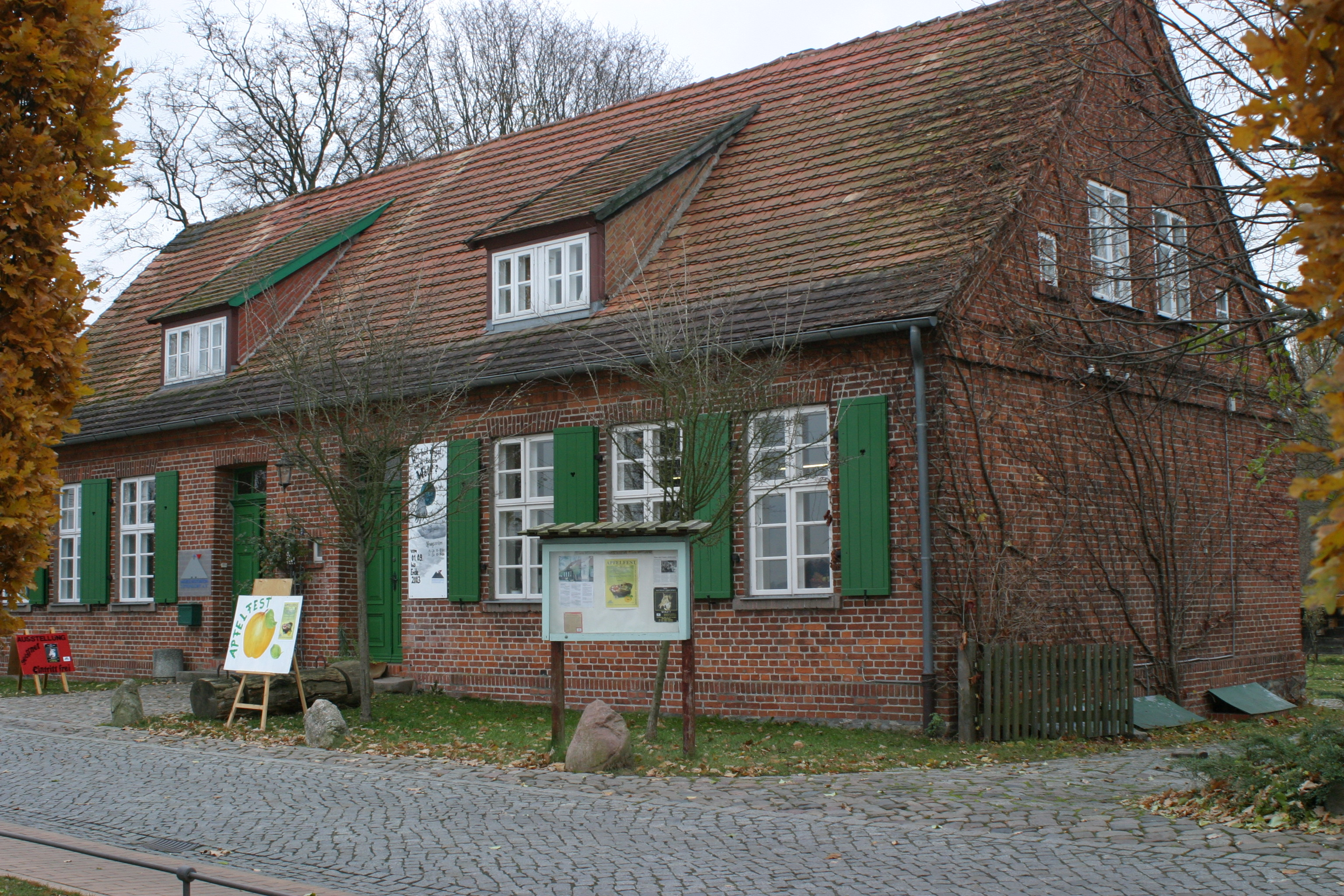
Naturschutzstation Zippendorf (2009)

Die Naturschutzstation Zippendorf befindet sich am Südufer des Schweriner Sees, gegenüber den Inseln Kaninchenwerder und Ziegelwerder. Sie war ehemals eine kommunale Einrichtung und wurde im Frühjahr 2002 durch einen Trägerverein übernommen. Dieser setzt sich zusammen aus den Naturschutzverbänden NABU und BUND sowie dem Zoo Schwerin, dem Landesverband der Imker e. V., der Stiftung Umwelt- und Naturschutz Mecklenburg-Vorpommern und engagierten Schweriner Bürgern.
Einer der Schwerpunkte der Naturschutzstation Zippendorf ist die umweltpädagogische Arbeit mit Kindern in Kindertagesstätten, Schulen und Horten, außerdem die Betreuung und Landschaftspflege auf den Inseln Kaninchen- und Ziegelwerder in Zusammenarbeit mit der Stadt Schwerin. Die Dauerausstellung „Lebensraum Schweriner See“ bietet Einblicke in das Leben am und auf dem Schweriner See. Ausgestellt sind neben Seebewohnern aktuelle Ergebnisse des städtischen Projekts „SeeNaTour“ Schwerin.

## Sehenswürdigkeiten

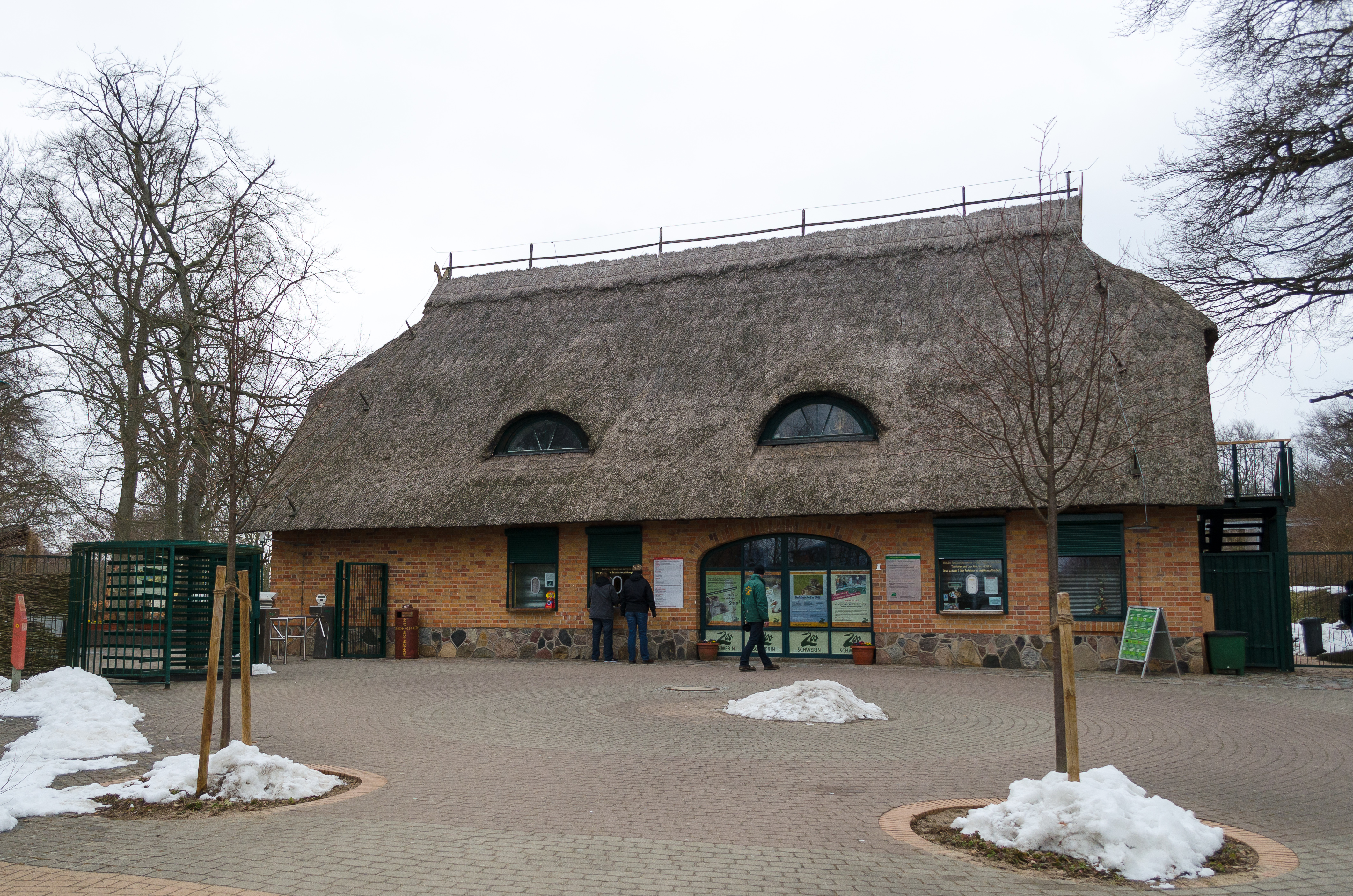
Eingang zum Schweriner Zoo

- Zoo Schwerin
- Schweriner Kletterwald
- Zippendorfer Strand mit Promenade

## Verkehrsanbindung
Als Stadtteil ist Zippendorf in das Netz des städtischen Nahverkehrs eingebunden. Eine Buslinie bietet Verbindungen in umliegende Stadtteile, wo Umsteigemöglichkeiten zu weiteren Bussen oder zur Straßenbahn bestehen und den östlich von Schwerin liegenden Orten Raben Steinfeld, Pinnow, Görslow und Godern. Die Straßenbahnstrecke verläuft vom Großen Dreesch kommend direkt südlich von Zippendorf in Richtung Mueßer Holz.
Durch den Stadtteil verläuft die innerorts vierspurig ausgebaute Straße An der Crivitzer Chaussee als Bundesstraße 321. Am Strand befindet sich ein Anleger der Weißen Flotte, von wo aus saisonal eine Fährverbindung zur Insel Kaninchenwerder, zum Schloss und nach Frankenhorst an der Südspitze des Ziegelsees besteht.

## Belege
1. ↑   auf schwerin.de, Stand: 30. September 2017 mit Hauptwohnsitzen
2. ↑   Archivlink (Memento vom 10. September 2012 im Webarchiv archive.today) Wohnstandortinfo Schwerin
3. ↑  Paul Kühnel: Die slavischen Ortsnamen in Meklenburg. In: Jahrbücher des Vereins für Mecklenburgische Geschichte und Altertumskunde. Bd. 46, 1881, ISSN 0259-7772, S. 3–168, hier S. 167.
4. ↑  Kasten, Rost: Schwerin. Geschichte der Stadt. 2005, S. 13.
5. ↑  Kasten, Rost: Schwerin. Geschichte der Stadt. 2005, S. 77.
6. ↑  Kasten, Rost: Schwerin. Geschichte der Stadt. 2005, S. 112 f.
7. ↑  Kasten, Rost: Schwerin. Geschichte der Stadt. 2005, S. 72 ff.
8. ↑  Kasten, Rost: Schwerin. Geschichte der Stadt. 2005, S. 114.
9. ↑  Kasten, Rost: Schwerin. Geschichte der Stadt. 2005, S. 84.
10. ↑  Kasten, Rost: Schwerin. Geschichte der Stadt. 2005, S. 115.
11. ↑  Kasten, Rost: Schwerin. Geschichte der Stadt. 2005, S. 119.
12. ↑  Kasten, Rost: Schwerin. Geschichte der Stadt. 2005, S. 289.
13. ↑  Horst Zänger: Das Kleinod der Schweriner. 2015.
14. ↑  Website des Wohnparks Schwerin-Zippendorf.
15. ↑  Kasten, Rost: Schwerin. Geschichte der Stadt. 2005, S. 269 f.
16. ↑  Kasten, Rost: Schwerin. Geschichte der Stadt. 2005, S. 281.
17. ↑  NDR (Memento vom 20. April 2014 im Internet Archive) - Kurhaus Zippendorf wird erneut verkauft (22. Mai 2013)
18. ↑  Mueß und Zippendorf suchen Ideen, Schweriner Volkszeitung, 16. Oktober 2013, abgerufen am 16. Januar 2015
19. ↑  Entwicklung am Stadtrand von Schwerin: Zippendorf und Mueß sollen wieder erste Tourismus-Adressen werden, Schweriner Volkszeitung, 24. September 2014, abgerufen am 16. Januar 2015

Koordinaten: 53° 36′ N, 11° 27′ O